# Mediterráneo (serie de televisión)
Mediterráneo es una serie  española de televisión emitida por Telecinco en 1999-2000 a lo largos de dos temporadas.

## Argumento
La acción transcurre en un parque natural, del que Ricardo, un personaje refinado y poco preocupado por los animales, acaba de ser nombrado director. Allí se encontrará con Clara, una veterinaria vocacional, que ha entregado su vida a la defensa de la naturaleza y el medio ambiente. El choque entre ambos será inevitable, aunque tampoco estará exento de cierta atracción física. Ambos conviven además con Paco,padre de Blanca un naturalista recién llegado de África desde donde ha traído la compañía del hechicero Kibu. Finalmente, Bienvenido se encarga del mantenimiento del parque y ayuda a su mujer, Dori, atendiendo el chiringuito de la playa

## Localización
La serie fue íntegramente rodada en el parque natural de Selwo en la localidad de Estepona (provincia de Málaga).

## Reparto
- Josema Yuste ...  Ricardo
- Ana Duato ...  Clara Salgado
- Gabriel Corrado ...  Paco Jiménez
- Jesús Bonilla ...  Bienvenido
- Emilio Buale ...  Kibu
- Diana Peñalver ...  Dori
- Cristina Martin ... " Blanca "
- José Antonio Gil ... Luís
- Javier Gálvez ... Antoñito
- Marlène Mourreau ... Lulú
- Mercedes Hoyos
- Penélope Velasco...  Gabi
- Laura Mañá ...  Beatriz (2ª temporada)
- Alicia Bogo ...  Ana (2ª temporada)
- Pablo Rojas ...  Edu
- Alberto Gala Guillén ... niño intoxicado
- Héctor Meres
- Juanma Maturana.. https://historiasland.com/juanma-maturana Archivado el 14 de abril de 2021 en Wayback Machine.

## Equipo Técnico
- Dirección: Orestes Lara, Ignacio Mercero, Joaquín Llamas
- Guiones: Juan Martínez Moreno
- Producción: Miguel Ángel Bernardeau, Secundino F. Velasco